# Piotr z Lehfed
Piotr z Lehfed – duchowny katolicki kościoła maronickiego, w latach 1173–1199 33. patriarcha tego kościoła - "maronicki patriarcha Antiochii i całego Wschodu".